# Водяное колесо
Водяное колесо — механическое устройство для преобразования энергии падающей воды (гидроэнергии) в энергию вращательного движения с тем, чтобы на оси колеса можно было совершать работу. При подъёме воды на некоторый уровень в ней запасается соответствующая этому уровню потенциальная энергия, поэтому падающая вода может совершать работу. Обратное преобразование применяется в гребных колёсах, используемых в качестве движителя на судах.
Различают три основных вида водяного колеса для преобразования гидроэнергии в энергию вращательного движения:
1. подливное (нижнебойное) водяное колесо (нория), КПД до 35 %;
2. наливное (верхнебойное), КПД до 85 %;
3. среднебойное, КПД до 75 %;

## Применение
- Для помола и просеивания зерна (водяная мельница).
- В ирригации — нория
- В сукновальном деле (с 1223, Германия).
- Для изготовления бумаги (с 1238, Испания).
- Для ковки железа (c 1197, Швеция)
- Для распиловки брёвен (не позже 1240)
- Для мятья и трепанья льна.
- Для привода генератора электрического тока (малые гидроэлектростанции).
- Для обратного превращения энергии в движение, например — Водоход Ивана Кулибина, гребные колёса на судах.
- Для ловли лососей, идущих на нерест (рыбное колесо).
- Для подъема руды из шахты (Чехия).